# Marcus Sander Hansen
Marcus Sander Hansen (født 25. august 2000 i Greve Strand) er en cykelrytter fra Danmark, der er på kontrakt hos BHS-PL Beton Bornholm.

## Karriere
Efter en ferie i Frankrig begyndte Marcus Sander Hansen som 13-årig at cykle. Som 14-årig meldte han sig ind i Greve Cykle Club, og blev trænet af Oliver Wulff Frederiksens far, Brian Wulff.
I 2017 skiftede han til Næstved Bicycle Clubs juniorhold, Team Pythonpro.com-VeloWear. Samme år blev han i marts nummer to ved juniorudgaven af Nokere Koerse, og 14 dage senere blev det til en tredjeplads ved juniorenes Gent-Wevelgem. Ved sæsonens afslutning blev han kåret som samlet vinder af den danske Junior Cup.
Marcus Sander Hansen underskrev i slutningen af 2018 sin første seniorkontrakt, da han fik en aftale gældende fra 2019 med DCU Elite Teamet O.B. Wiik-Dan Stillads. Ved siden af landevejscyklingen kørte han også banecykling, og deltog blandt andet i U23-udgaven af seksdagesløbet i Gent.
Til trods for at Marcus Sander Hansen havde en aftale med gældende for 2020-sæsonen med Team O.B. Wiik-Dan Stillads, indfriede det bornholmske kontinentalhold BHS-PL Beton Bornholm en frikøbsklausul i kontrakten, og rytteren tiltrådte fra starten af 2020 på en etårig kontrakt med bornholmerne. I 2020 vandt han også DM-bronze i scratch. I november 2020 forlængede BHS-PL Beton Bornholm og Marcus Sander Hansen kontrakten, så den også var gældende for 2021-sæsonen. 8. maj 2021 vandt Sander Hansen sit første løb som senior, da han kom først over stregen i licensløbet FBL Grand Prix Ejner Hessel.
Ved danmarksmesterskaberne den 16. november 2021 vandt Marcus Sander Hansen sølvmedalje ved U23-enkeltstarten, 46 sekunder efter vinderen, U23-verdensmester, U23-europamester, Johan Price-Pejtersen.

### Skifte til UNO-X
I august 2021 blev det offentliggjort at Marcus Sander Hansen fra 2022 havde indgået et treårig kontrakt med norske UNO-X. I 2022-sæsonen kørte han for udviklingsholdet Uno-X DARE Development Team, inden han de næste to sæsoner skal køre for Uno-X Pro Cycling Team. Sander Hansens første løb i den gul-røde trikot var UCI ProSeries-løbet Tour of Oman. På løbets sidste etape styrtede han og udgik.

## Privat
Efter han afsluttede folkeskolen på Greve Privatskole, blev han i juni 2020 student fra  Falkonergårdens Gymnasium, hvor han gik på den fireårige Team Danmark-ordning.
Siden 2017 har han været kærester med cykelrytter Rebecca Koerner. I slutningen af oktober 2022 blev parret forlovet.